# Les Nuits
Les Nuits est un cycle de quatre poèmes écrits par le poète romantique Alfred de Musset entre mai 1835 et octobre 1837.
Composés à la suite de la rupture définitive du poète avec l'écrivaine George Sand, les poèmes des Nuits suivent le cycle des saisons, avec un léger décalage. Se succèdent alors La Nuit de mai, La Nuit de décembre, La Nuit d'août et La Nuit de d'octobre. Cet écart permet à la fois d'intensifier les contrastes - du printemps à l'hiver - puis, à l'inverse, d'atténuer les transitions - de l'été à l'automne - mais aussi de souligner la singularité de la Nuit de décembre.
Chaque poème déploie un dialogue distinct, qui met en scène le poète et la Muse, à l'exception de la Nuit de décembre, où intervient la figure du double du poète. Cette structure permet la mise en valeur du dédoublement du poète, tourmenté entre la souffrance et l'attrait de l'élévation poétique.
Les thèmes développés sont typiquement romantiques : la tristesse, la nature, la solitude, la déception, la mort, mais aussi les affres de la création poétique. D'autre part, la résonance autobiographique de l'oeuvre est évidente, les échos à la relation d'Alfred de Musset avec George Sand étant nombreux dans le texte, tout comme les réminiscences de la mort de son père, Victor-Donatien de Musset-Pathay, dans la Nuit de décembre :

« Un an après, il était nuit ;

       J’étais à genoux près du lit

       Où venait de mourir mon père.

       Au chevet du lit vint s'asseoir

       Un orphelin vêtu de noir,

       Qui me ressemblait comme un frère. »